# Léon Gilliot
Léon Charles Adolphe Marie (Leo) Gilliot (Antwerpen, 5 april 1864 - Deal, 18 oktober 1917) was een Belgisch edelman en politicus voor de Katholieke Partij.

## Levensloop
Gilliot huwde in 1896 in Wilrijk, waaruit vier kinderen sproten. In 1905 hertrouwde hij te Ensival, uit dit tweede huwelijk kwamen acht kinderen voort.
In 1891 volgde hij de overleden Jan Frans Ceulemans op als burgemeester van Aartselaar. In 1914 - naar aanleiding van de Eerste Wereldoorlog - vluchtte het gezin naar Engeland, waar Gilliot in 1917 overleed. In de hoedanigheid van burgemeester werd hij in 1919 opgevolgd door Norbert De Weerdt.
In 1909 werd hij opgenomen in de Belgische erfelijke adel.